# Кохання і танці
Кохання і танці (англ. Love N' Dancing) — драма 2009 року.

## Сюжет
Як тільки нудьгуюча вчителька англійської мови Джессіка Донован (Емі Смарт) зустрічає колишнього чемпіона, призера конкурсу танцю свінг Джейка Мітчелла (Том Маллой), між ними спалахує іскра взаємної симпатії. Обидва відчувають, що кожен з них здатний заповнити порожнечу в житті іншого. Але у Джессіки є наречений-трудоголік, який кохає її і утримує, а у Джейка його колишня партнерка по танцях Корін, яка ні за що не випустить його з виду, заманюючи перспективою відродження гаснучих взаємин..